# Давидова Олександра Іванівна

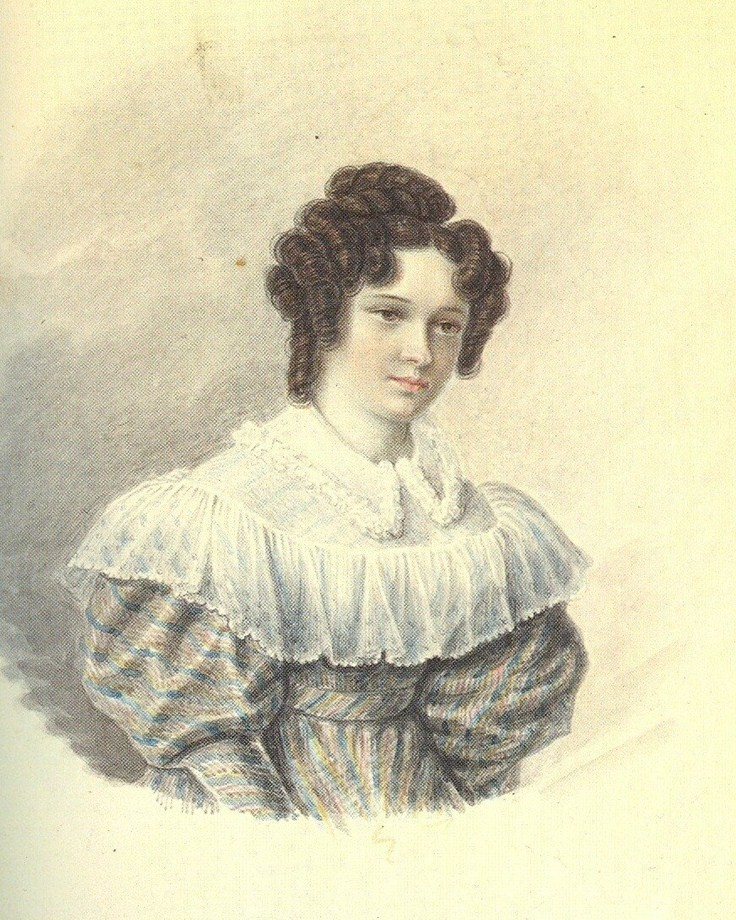
Давидова О.В. Акварель Бестужева.

Давидова Олександра Іванівна (Потапова) (1802 — 1895) — дружина (з 1819року громадянська, з травня 1825 року законна) декабриста Василя Львовича Давидова.

## Біографія
Батько — губернський секретар Олександр Іванович Потапов. 
Пішла в 1828 році за чоловіком у Сибір. У Давидової залишалося четверо дітей, тому вона і поїхала пізніше інших декабристок. В результаті клопотання, поданого в вересні 1826 року братами Давидова М.М. Раєвським, А.Л. і П.Л. Давидовим перші четверо дітей, які народжені до шлюбу батьків, у лютому 1828 року за височайшим повелінням узаконені і отримали прізвище батька. В Сибіру були народжені семеро дітей.
Мемуаристи одностайно відзначають завжди рівний настрій і смирення Олександри Іванівни. 
З епістолярної спадщини мало що залишилося, тому що архів сім'ї Давидових загинув під час пожежі їхнього маєтку Кам'янка.
"Без неї мене вже не було б на світі, — писав Василь Львович з Петровського заводу . Її безмежна любов, її безприкладна відданість, її турботи про мене, її доброта, лагідність, покірливість, з якою вона несе свою повну поневірянь і праць життя, дали мені силу все перетерпіти і не раз забувати жах мого становища".
Після смерті В.Л. Давидова його родина з найвищого дозволу, що послідував 14 лютого 1856 року, повернулася до Європейської Росії, в Каменку. У Кам'янці з Давидової познайомився Чайковський, сестра якого вийшла заміж за  сина Давидової Льва. Петро Ілліч Чайковський  дуже цінував її.
Померла Олександра Іванівна Давидова  в 1895 році, дев'яноста трьох років від роду.

## Діти
З дітей, залишених у Європейській Росії, Михайло був відправлений до Одеси, Марія - до Москви, до двоюрідної сестри Василя Львовича Давидова, решта виховувалися в Кам'янці у дядька П.Л. Давидова. У 1832 році дочки Катерина і Єлизавета були взяті на виховання графінею С.Г. Чернишовою-КругликовоюЗ дітей, залишених у Європейській Росії, Михайло був відправлений до Одеси, Марія - до Москви, до двоюрідним сестрам В.Л. Давидова, решта виховувалися в Кам'янці у дядька П.Л. Давидова. У 1832 дочки Катерина і Єлизавета були взяті на виховання гр. С.Г. Чернишової-Кругликової (старшою сестрою Олександри Муравйової), в 1852 році вони обидві приїхали до батьків у Красноярськ, в 1850році туди приїхав син Петро. 
18 лютого 1842 року Микола I по доповіді Бенкендорфа дозволив дітей  Волконського,  Трубецького,  Муравйова та  Давидова прийняти в урядові навчальні заклади з тією умовою, щоб діти не носили прізвищ їхніх батьків, але іменувалися по батькові. Один Давидов скористався цим дозволом. Його сини Василь (у 1843 році), Іван і Лев були прийняті в Московський кадетський корпус.